# Liste der Produktionen von Eminem

Eminems Logo

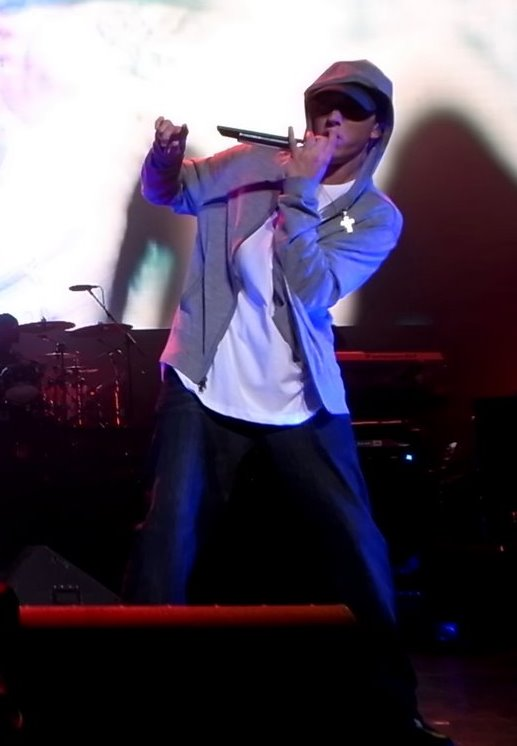
Eminem (2009)

In dieser Liste sind alle Lieder enthalten, geordnet nach Jahr und Album, die vom US-amerikanischen Rapper und Musikproduzenten Eminem produziert wurden.

## 1997
Eminem – Slim Shady EP
- Intro (Slim Shady)

## 1999
Eminem – The Slim Shady LP
- Guilty Conscience (mit Dr. Dre)
- Brain Damage (als Co-Produzent, mit Bass Brothers)
- If I Had (als Co-Produzent, mit Bass Brothers)
- ’97 Bonnie & Clyde (als Co-Produzent, mit Bass Brothers)
- My Fault (mit Bass Brothers)
- Cum on Everybody (als Co-Produzent, mit Bass Brothers)
- Just Don’t Give a Fuck (als Co-Produzent, mit Bass Brothers)
- As the World Turns (als Co-Produzent, mit Bass Brothers)
- I’m Shady (als Co-Produzent, mit Bass Brothers)
- Bad Meets Evil (als Co-Produzent, mit Bass Brothers)
- Still Don’t Give a Fuck (als Co-Produzent, mit Bass Brothers)

## 2000
Sticky Fingaz – Blacktrash: The Autobiography of Kirk Jones
- What If I Was White

Tony Touch – The Piece Maker
- Get Back

Eminem – The Marshall Mathers LP
- Stan (als Co-Produzent, mit The 45 King)
- The Way I Am
- Marshall Mathers (mit Bass Brothers)
- Drug Ballad (mit Bass Brothers)
- Amityville (mit Bass Brothers)
- Under the Influence (mit Bass Brothers)
- Criminal (mit Bass Brothers)
- The Kids (mit Bass Brothers)

## 2001
Xzibit – Restless
- Don’t Approach Me

Jay-Z – The Blueprint
- Renegade

D12 – Devils Night
- Pistol Pistol
- American Psycho
- That’s How… (als Co-Produzent, mit Denaun Porter)
- Purple Pills
- Instigator (mit Jeff Bass (Co))
- Pimp Like Me
- Blow My Buzz (mit Jeff Bass (Co))
- Devils Night (mit Jeff Bass (Co))
- Girls
- Shit on You (als Co-Produzent, mit DJ Head)
- Words Are Weapons
- These Drugs (mit Jeff Bass und DJ Head)

The Wash
- D12 – Blow My Buzz (mit Jeff Bass (Co))

## 2002
Eminem – The Eminem Show
- Curtains Up (Intro)
- White America (mit Jeff Bass (Co))
- Cleanin’ Out My Closet (mit Jeff Bass)
- Square Dance
- The Kiss (Skit)
- Soldier
- Say Goodbye Hollywood
- Drips
- Without Me (mit Jeff Bass (Co))
- Sing for the Moment (mit Jeff Bass (Co))
- Superman
- Hailie’s Song
- When the Music Stops (mit Denaun Porter (Co))
- ’Till I Collapse

Xzibit – Man vs Machine
- My Name (mit Luis Resto (Co))

8 Mile (Soundtrack)
- Lose Yourself (mit Luis Resto und Jeff Bass (Co))
- Love Me (mit Luis Resto (Co))
- 8 Mile (mit Luis Resto (Co))
- Places to Go
- Rap Game (mit Denaun Porter)
- 8 Miles and Runnin’
- Rabbit Run (mit Luis Resto (Co))
- Rap Name
- Stimulate
- ’Till I Collapse Freestyle

Royce da 5′9″ – Rock City
- Rock City (als Co-Produzent, mit Red Spyda)

Nas – God’s Son
- The Cross

## 2003
50 Cent – Get Rich or Die Tryin’
- Patiently Waiting
- Don’t Push Me

50 Cent – The New Breed
- 8 Mile Road (G-Unit Remix)

Cradle 2 the Grave (Soundtrack)
- Eminem, DMX, Obie Trice – Go to Sleep

Jay-Z – The Black Album
- Moment of Clarity (mit Luis Resto (Co))

Tupac Shakur – Tupac: Resurrection
- Ghost
- One Day at a Time (Em’s Version)
- Runnin’ (Dying to Live)

King Gordy – The Entity
- Nightmares
- The Pain
- When Darkness Falls
- Pass Me a Lighter

G-Unit – Beg for Mercy
- My Buddy (mit Thayod Ausar und Luis Resto)
- I’m So Hood (mit DJ Twins und Luis Resto)

Obie Trice – Cheers
- Average Man (mit Luis Resto)
- Cheers
- Got Some Teeth (mit Luis Resto)
- Lady (mit Luis Resto)
- Don’t Come Down (mit Emile)
- Follow My Life (mit Fredwreck)
- We All Die One Day
- Hands on You
- Hoodrats (mit Emile)
- Never Forget Ya
- Outro (mit Denaun Porter und Dr. Dre)

Boo-Yaa T.R.I.B.E. – West Koastra Nostra
- 911

Eminem – The Singles
- Wanksta (Eminem’s Version)

## 2004
Lloyd Banks – The Hunger for More
- On Fire (als Co-Produzent, mit K1 Mil)
- Warrior Part 2
- Til the End

Jadakiss – Kiss of Death
- Welcome to D-Block

D12 – D12 World
- Git Up
- Loyalty
- Dude (Skit)
- My Band
- 6 in the Morning
- Get My Gun
- Bizarre (Skit)
- Bitch
- Steve’s Coffee House (Skit)
- Bugz ’97 (Skit)
- Slow Your Roll

Eminem – Encore
- Yellow Brick Road
- Like Toy Soldiers
- Puke
- My 1st Single
- Spend Some Time
- Mockingbird
- Crazy in Love
- One Shot 2 Shot
- We as Americans
- Love You More
- Ricky Ticky Toc

Tupac Shakur – Loyal to the Game
- Soldier Like Me (Return of the Soulja)
- The Uppercut
- Out on Bail
- Ghetto Gospel
- Black Cotton
- Loyal to the Game
- Thugs Get Lonely Too
- N.I.G.G.A. (Never Ignorant about Getting Goals Accomplished)
- Who Do You Love?
- Crooked Nigga Too
- Don’t You Trust Me?
- Hennessey
- Thug 4 Life

Redman – Ill at Will Vol. 1
- I See Dead People

## 2005
50 Cent – The Massacre
- I’m Supposed to Die Tonight
- Gatman and Robbin’
- My Toy Soldier

Eminem – Anger Management Tour
- Anger Management
- 2nd Round
- Emulate
- Dirty Steve
- Fubba U Cubba Cubba

NBA Live 06
- Stat Quo – Like Dat (mit Dr. Dre)

The Game – The Documentary
- We Ain’t (mit Luis Resto (Co))

The Longest Yard
- D12 – My Ballz

Bizarre – Hannicap Circus
- Rockstar

Trick-Trick – The People vs.
- Welcome 2 Detroit
- No More to Say

Hush – Bulletproof
- Hush Is Coming
- Off to Tijuana

The Notorious B.I.G. – Duets: The Final Chapter
- It Has Been Said

Tony Yayo – Thoughts of a Predicate Felon
- Drama Setter

Proof – Grown Man Shit
- Pray for Me
- Ou, Ouuuuuuuuuu
- Wot’s Up
- Oil Can Harry

Lloyd Banks – "The Big Withdraw"
- Without My Glock

Eminem – Curtain Call: The Hits
- Fack
- Shake That
- When I’m Gone

## 2006
Obie Trice – Second Round’s on Me
- Wake Up (mit Luis Resto)
- Violent (mit Luis Resto)
- Lay Down (mit Luis Resto)
- Ballad of Obie Trice (mit Luis Resto)
- Jamaican Girl (mit Luis Resto)
- Kill Me a Mutha (mit Luis Resto)
- Out of State (mit Swinga)
- All of My Life (mit Trell)
- There They Go (mit Luis Resto)
- Everywhere I Go (mit Luis Resto)
- Luv (mit 9th Wonder)

Akon – Konvicted
- Smack That

Lloyd Banks – Rotten Apple
- Hands Up (mit Chris Styles und Luis Resto)
- NY NY (mit Luis Resto (Co))

Lil Scrappy – Bred 2 Die, Born 2 Live
- Lord Have Mercy

Shady Records – Eminem Presents: The Re-Up
- Shady Narcotics (Intro)
- We’re Back
- Pistol Pistol (Remix)
- Murder
- The Re-Up
- You Don’t Know
- Jimmy Crack Corn
- Trapped
- Smack That (Remix)
- Public Enemy #1
- Shake That (Remix)
- No Apologies
- Billion Bucks

## 2007
Cashis – The County Hound EP
- The County Hound (Intro)
- Gun Rule
- Ms. Jenkins
- Pistol Poppin’ (mit Luis Resto)
- Lac Motion

50 Cent – Curtis
- Peep Show

Young Buck – Buck the World
- Lose My Mind

T.I. – T.I. vs. T.I.P.
- Touchdown (mit Jeff Bass)

## 2008
Trick-Trick – The Villain
- Trick Trick
- Who Want It
- Follow Me
- Crazy

V/A – Delicious Vinyl All-Stars – Rmxxology
- Masta Ace – Slaughtahouse (Eminem RMX)

## 2009
Bobby Creekwater – Nothing But Heat Rocks Vol 5
- Chec Chec

Eminem – Relapse
- Dr. West (Intro) (mit Dr. Dre)
- Tonya (Skit) (mit Dr. Dre)
- We Made You (mit Dr. Dre und Doc Ish)
- Mr. Mathers (Skit) (mit Dr. Dre)
- Beautiful (mit Jeff Bass (Co))
- My Darling
- Careful What You Wish For

50 Cent – Before I Self Destruct
- Psycho (mit Dr. Dre)

Eminem – Relapse: Refill
- Elevator

## 2010
B.o.B – B.o.B Presents: The Adventures of Bobby Ray
- Airplanes, Part II (mit Alex da Kid und Luis Resto (Co))

Lloyd Banks – The Hunger for More 2
- Where I’m At (als Co-Produzent, mit Boi-1da)

## 2011
V/A – Fast Five (Soundtrack)
- Ludacris feat. Slaughterhouse und Claret Jai – Furiously Dangerous

Bad Meets Evil – Hell: The Sequel
- Fast Lane (als Co-Produzent, mit Supa Dups und JG (Co))
- The Reunion (als Co-Produzent, mit Sid Roams)
- Lighters (mit The Smeezingtons und Battle Roy)

Royce da 5′9″ – Success Is Certain
- Legendary (mit The Futuristiks (Co))

Yelawolf – Radioactive
- Let’s Roll (als Co-Produzent, mit The Audibles und Mr. Pyro)
- In this World (als Co-Produzent, mit WillPower)

## 2012
Obie Trice – Bottoms Up
- Going Nowhere

Cashis – Euthanasia LP
- You Think That I’m Crazy

Slaughterhouse – Welcome to: Our House
- The Slaughter (Intro)
- Coffin (als Co-Produzent, mit Hit-Boy)
- Throw That (als Co-Produzent, mit T-Minus)
- My Life (als Co-Produzent, mit StreetRunner und Sarom)
- We Did It (Skit)
- Flip a Bird (als Co-Produzent, mit Black Key und Zukhan)
- Frat House (als Co-Produzent, mit T-Minus)
- Goodbye (als Co-Produzent, mit Boi-1da)
- Our Way (Outro) (als Co-Produzent, mit Boi-1da)
- Asylum
- Walk of Shame (als Co-Produzent, mit StreetRunner, Sarom und I.L.O.)
- Place to Be (als Co-Produzent, mit Kane Beatz und JMIKE)

## 2013
Skylar Grey – Don’t Look Down
- Ausführender Produzent

Tony Touch – The Piece Maker 3: Return of the 50 MC’s
- Eminem – Symphony in H

Cashis – The County Hound 2
- Layin’ in the Cut
- Thru the Glass (mit Rikanatti)
- Ask about Me
- Cigarello

Eminem – The Marshall Mathers LP 2
- Parking Lot (Skit)
- Rhyme or Reason (mit Rick Rubin)
- So Much Better
- Brainless
- Stronger Than I Was
- Baby
- Groundhog Day (als Co-Produzent, mit Cardiak)
- Beautiful Pain (als Co-Produzent, mit Emile Haynie)

## 2014
Shady Records – Shady XV
- Shady XV
- Die Alone
- Vegas
- Guts Over Fear (als Co-Produzent, mit Emile Haynie und John Hill)
- Fine Line
- Twisted
- Right for Me
- Detroit vs. Everybody (mit Statik Selektah)

## 2015
Yelawolf – Love Story
- American You (als Co-Produzent, mit Malay)
- Best Friend (als Co-Produzent, mit WillPower)
- Heartbreak

Various Artists – Southpaw
- Kings Never Die (als Additional-Produzent, mit DJ Khalil)
- This Corner
- All I Think About
- Phenomenal

## 2016
Skylar Grey – Natural Causes
- Kill for You (mit Mike Elizondo und Mark Batson)
- Come Up for Air (mit Luis Resto)

## 2017
Eminem – Revival
- Believe
- Untouchable (mit Mr. Porter, Emile Haynie und Mark Batson)
- Like Home (als Co-Produzent, mit Just Blaze)
- Bad Husband (als Co-Produzent, mit Alex da Kid)
- Framed (als Co-Produzent, mit Fredwreck)
- Offended (als Co-Produzent, mit Illadaproducer)

## 2018
Nicki Minaj – Queen
- Majesty (mit Labrinth)

Eminem – Kamikaze
- The Ringer (als Co-Produzent, mit Illadaproducer und Ronny J)
- Stepping Stone (mit Luis Resto)
- Venom (mit Luis Resto)

## 2019
Conway the Machine
- Bang (als Co-Produzent, mit Beat Butcha und Daringer)

Griselda – WWCD
- Bang (Remix) (als Co-Produzent, mit Beat Butcha und Daringer)

## 2020
Eminem – Music to Be Murdered By
- Premonition (Intro) (mit Dr. Dre und Mark Batson)
- You Gon’ Learn (als Co-Produzent, mit Royce da 5′9″)
- Those Kinda Nights (als Co-Produzent, mit D.A. Got That Dope)
- In Too Deep (als Co-Produzent, mit Tim Suby)
- Darkness (mit Royce da 5′9″)
- Leaving Heaven (als Co-Produzent, mit Skylar Grey)
- Stepdad (mit The Alchemist)
- Marsh
- I Will

Kid Cudi und Eminem
- The Adventures of Moon Man & Slim Shady (mit Dot da Genius und J Gramm)

Eminem – Music to Be Murdered By – Side B
- Alfred (Intro)
- Alfred’s Theme
- Tone Deaf
- Book of Rhymes (mit Illadaproducer)
- Favorite Bitch (als Co-Produzent, mit Blacknailz und MJ Nichols)
- Guns Blazing (als Co-Produzent, mit J.LBS)
- Higher
- These Demons (mit D.A. Got That Dope, Mike Zombie und The Loud Pack)
- Key (Skit)
- Thus Far (Interlude)

## 2022
Various Artists – Elvis (Soundtrack)
- The King and I (mit Dr. Dre)

Eminem – Curtain Call 2
- From the D 2 the LBC

## 2023
Ez Mil – Duality: Redux
- Realest (mit Ez Mil)

Juice Wrld
- Lace It (mit Benny Blanco, Cashmere Cat und Happy Perez)

## 2024
Eminem – The Death of Slim Shady (Coup de Grâce)
- Renaissance (mit Luis Resto)
- Habits (mit White Gold und Narza)
- Brand New Dance (mit Luis Resto)
- Evil (mit Don Cannon und Cubeatz)
- All You Got (Skit)
- Lucifer (mit Dr. Dre und Callus)
- Antichrist (mit Luis Resto und Foulmouth)
- Fuel (mit Mr. Porter)
- Road Rage (mit Dem Jointz und Dr. Dre)
- Houdini (mit Luis Resto)
- Breaking News (Skit)
- Guilty Conscience 2 (mit Fredwreck und Dem Jointz)
- Head Honcho (mit Jameil Aossey und Luis Resto)
- Temporary (mit Skylar Grey)
- Bad One (mit Luis Resto)
- Tobey (mit Marvy Ayy, John Nocito, Daniyel, Carlton McDowell und Cole Bennett)
- Guess Who’s Back (Skit)
- Somebody Save Me (mit Benny Blanco und Emile)

## 2025
JID – GDLU Preluxe
- Animals (Pt.1) (mit Christo, Anca Trio Plus One und Eest)